# Водні ракети

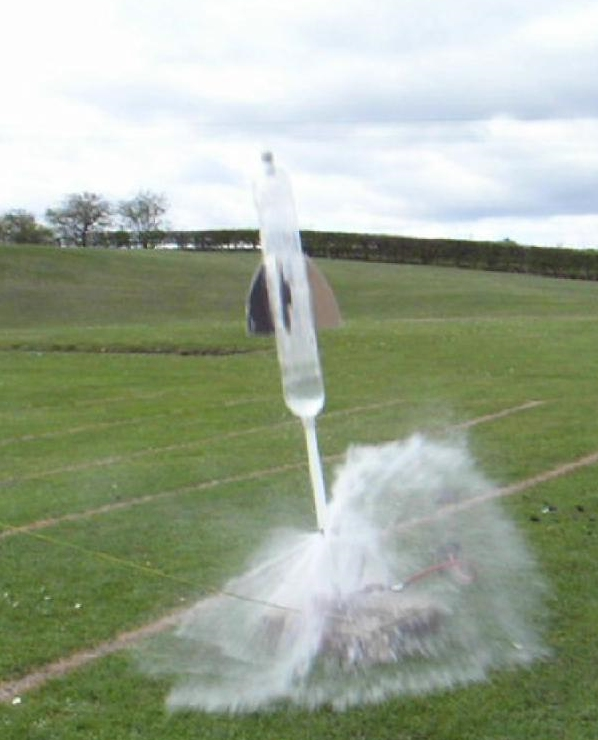
Запуск водної ракети

Водні (водяні) або пневмогідравлічні ракети — ракети, які рухаються за рахунок витіснення води з сопла стисненим газом. Популярна іграшка, що дозволяє зрозуміти принципи реактивного руху. Може бути зроблена власноруч, проте існують і комерційні моделі.

## Принцип роботи

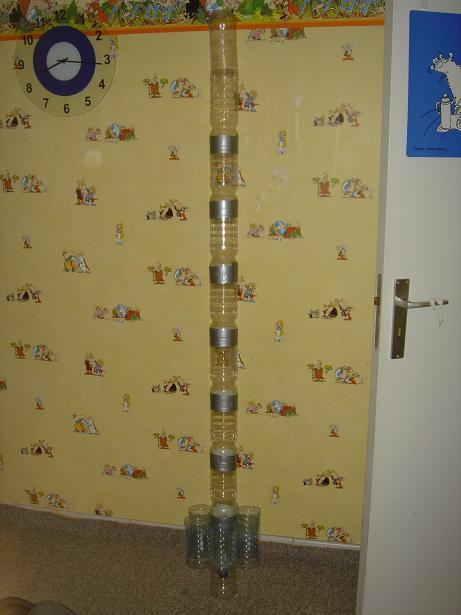
Водна ракета з 13 поєднаних пляшок

Водна ракета складається з пластикової пляшки, що частково наповнена повітрям, а частково — водою. Перед запуском пляшка встановлюється шийкою вниз (для її утримання в такому положенні можна зробити тримач з металевих стрижнів), і насос закачує в неї повітря, збільшуючи тиск всередині пляшки. При від'єднанні пляшки від насосу повітря з силою витісняє воду з пляшки. Потік води створює реактивну тягу, що штовхає пляшку вгору. Хоча тяга створювалася б і за відсутності води, за рахунок самого лише повітря, той факт, що вода більш ніж у 100 разів важча за повітря (стиснене) дозволяє ракеті піднятися на значну висоту. Висота підйому обмежена тиском, який може витримати пляшка, кількістю повітря, що розширюється (саме розширення повітря виконує роботу, що трансформується у кінетичну енергію ракети), тому для більш ефективного польоту використовують ракети, що зібрані з кількох пляшок, з'єднаних між собою. Також, зазвичай до пляшок ззовні приєднують оперення, щоб стабілізувати політ, встановлюють гострий ніс для зменшення аеродинамічного опору, іноді приєднують парашути (це дозволяє, наприклад, встановити на ракету камеру). На носі ракети, для стабілізації польоту, бажано розміщати додаткову вагу.
Існують і багатоступеневі моделі, що розділяються під час польоту.

## Динаміка польоту

Висота польоту ракети в залежності від початкового тиску в пляшці

Розгін водної ракети (без врахування опору повітря) описується рівнянням Мещерського, проте необхідно врахувати те, що повітря весь час тисне на воду, тому чим менше води лишається у пляшці, тим з більшою швидкістю вона витікає. Зазвичай, вся вода витискається з пляшки менш ніж за секунду польоту, і подальший її рух відбувається по балістичній траєкторії. Нормальна водна ракета може за 5-6 секунд злетіти на кілька десятків метрів вгору.
Повітря у пляшці розширюється адіабатично, тому загальна робота, яка при цьому виконується:
{\displaystyle W={\frac {PV}{-\gamma +1}}[(1-f)^{\gamma }-(1-f)]},
де {\displaystyle \gamma } — показник адіабати (1,4 у випадку повітря), {\displaystyle f} — доля об'єму пляшки, заповненого водою, {\displaystyle P} — тиск у пляшці перед запуском, {\displaystyle V} — об'єм пляшки. Максимум цієї функції досягається коли пляшка заповнена водою майже на 60 %. Проте для досягнення максимальної висоти польоту необхідно налити значно менше води, близько чверті загального об'єму, оскільки чим менше наповнення, тим менша частина енергії витрачається на підіймання води в пляшці, а не самої пляшки.
Окрім сили тяги на ракету діють три сили: гравітація, опір повітря і підіймальна сила. На відміну від тяги, вони діють протягом усього польоту.

## Заходи безпеки
Деякі етапи роботи з водними ракетами є більш небезпечними і потребують особливої уваги:
1. При накачуванні, пляшка може не витримати тиску повітря.
  - Використовуйте товстостінні пляшки
  - При створенні ракети з кількох пляшок треба звертати особливу увагу на міцність з'єднань — використовуйте клей, спеціально призначений для склеювання пластику і дотримуйтесь інструкції (зазвичай для склеювання необхідно сильно притискати деталі тривалий час)
  - Випробовуйте пляшку на міцність до запуску
  - Використовуйте манометр, щоб уникнути ненормативного тиску
  - Не використовуйте одну й ту саму ракету багато разів — мікротріщини, що виникають при експлуатації, знижують її міцність.
2. При запуску, пляшка може полетіти в несподіваному напрямку або вдарити струменем води в очі.
  - Усі спостерігачі, крім людини, що запускає ракету, мають бути на значній віддалі
  - Не запускайте ракету рукою, використовуйте спеціальну конструкцію, що дозволяє запускати її з відстані в кілька метрів. Існує кілька різних типів таких конструкцій, наприклад[5] чи[4]
  - Не запускайте ракету поблизу будинку
  - Вдягайте захисні окуляри
3. Ракета при падінні на землю має швидкість до 20 м/с, і може травмувати людину, на яку впаде
  - Додайте парашут до ракети
  - Направляйте її політ не вертикально вгору а під кутом до горизонту

## Змагання
Через велику популярність водних ракет, а також їх освітню цінність, багато освітніх і наукових організацій проводять заходи, де любителі ракет можуть позмагатися. Такі фестивалі влаштовують, наприклад, Національна фізична лабораторія Великої Британії, Вустерський політехнічний інститут.

### Рекорди
- Максимальна висота, досягнута водною ракетою: 830 м[2].
- Найдовший політ: 1 хвилина 47 секунд[2].
- Найбільша ракета: 4,04 м заввишки і 44,5 см в діаметрі[8].